# Alpi Settentrionali Salisburghesi
Le Alpi Settentrionali Salisburghesi (in tedesco Salzburger Nordalpen) sono una sezione delle Alpi. Secondo la classificazione SOIUSA, appartengono al settore delle Alpi Nord-orientali. La vetta più alta è il Hochkönig (2.941 m).

## Geografia
Si trovano in Austria (Salisburghese, Stiria e Tirolo) e in Germania (Baviera).
Confinano a nord-est con le Alpi del Salzkammergut e dell'Alta Austria, a sud-est con le Alpi dei Tauri orientali, a sud con le Alpi dei Tauri occidentali, a sud-ovest con le Alpi Scistose Tirolesi, ad ovest con le Alpi Calcaree Nordtirolesi e a nord-ovest con le Alpi Bavaresi.

## Classificazione
Storicamente secondo la Partizione delle Alpi del 1926 questa sezione alpina era parte delle più ampie Alpi Salisburghesi.
Secondo la SOIUSA invece sono una sezione alpina a sé stante.

## Suddivisione
Si possono suddividere in quattro sottosezioni e dieci supergruppi:
- Monti dello Stein
  - Loferer Steinberge
  - Gruppo del Kirchberg
  - Leoganger Steinberge
- Alpi Scistose Salisburghesi
  - Monti di Dienten
  - Monti della Fritztal
- Alpi di Berchtesgaden
  - Alpi Meridionali di Berchtesgaden
  - Alpi Centro-orientali di Berchtesgaden
  - Alpi Centro-occidentali di Berchtesgaden
  - Alpi Settentrionali di Berchtesgaden
- Monti di Tennen
  - Monti di Tennen.

## Montagne

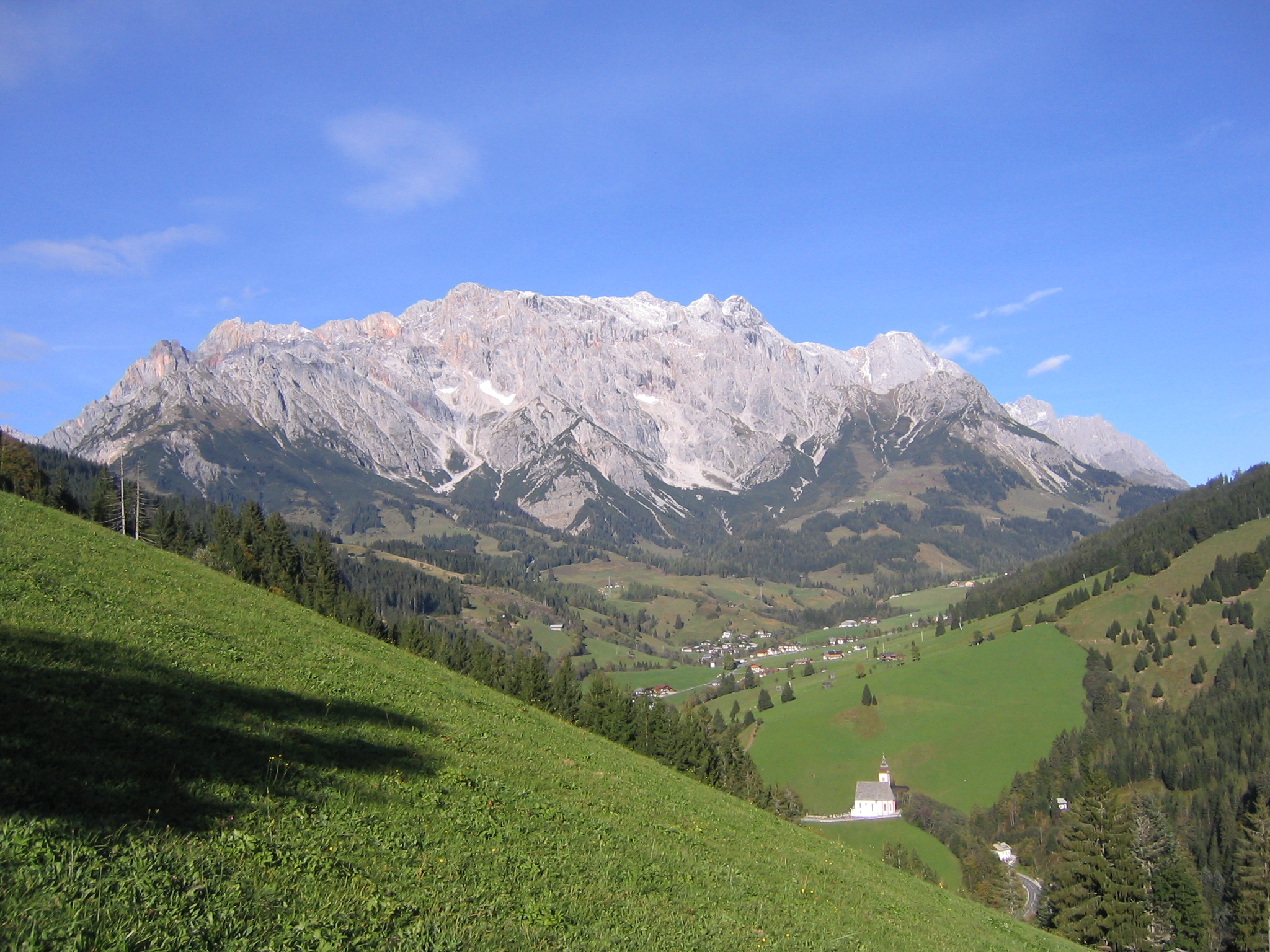
L'Hochkönig, montagna più alta della sezione alpina.

Le montagne principali delle Alpi Settentrionali Salisburghesi sono:
- Hochkönig - 2.941 m
- Watzmann - 2.713 m
- Selbhorn - 2.655 m
- Birnhorn - 2.634 m
- Hoher Göll - 2.522 m
- Großes Ochsenhorn - 2.511 m
- Raucheck - 2.430 m
- Stadelhorn - 2.286 m
- Hundstein - 2.117 m